# Hiromi Hara
Hiromi Hara (født 19. oktober 1958) er en japansk fodboldspiller.

## Japans fodboldlandshold
| Japans landshold | Japans landshold | Japans landshold |
| År               | Kmp              | Mål              |
| ---------------- | ---------------- | ---------------- |
| 1978             | 6                | 1                |
| 1979             | 2                | 0                |
| 1980             | 5                | 2                |
| 1981             | 10               | 1                |
| 1982             | 6                | 3                |
| 1983             | 10               | 6                |
| 1984             | 7                | 5                |
| 1985             | 10               | 5                |
| 1986             | 6                | 7                |
| 1987             | 11               | 7                |
| 1988             | 2                | 0                |
| Total            | 75               | 37               |